# Aahotepré
Aamu Aahotepré kevéssé ismert hükszosz uralkodó volt; az ókori egyiptomi XIV. dinasztiához tartozott.
Kim Ryholt 1997-ben azonosította Aamu Aahoteprét a torinói királylista neveinek rekonstruálása során. Aamu nevét kb. 30 szkarabeusz említi. Jürgen von Beckerath korábban (1964) az Aahotepré nevet a XVI. dinasztia egyik fáraója uralkodói nevének tartotta, a királyt pedig a hükszoszok vazallusának. Aamu és egy bizonyos Hauszerré nevű király szkarabeuszai stilisztikailag annyira hasonlóak, hogy William A. Ward azonosnak tartja őket. Ezzel Daphna Ben Tor is egyetért, a második átmeneti kor szkarabeuszaival kapcsolatos kutatásában.

## Fordítás
- Ez a szócikk részben vagy egészben  az   Aahotepre című angol Wikipédia-szócikk ezen változatának fordításán alapul.  Az eredeti cikk szerkesztőit annak laptörténete sorolja fel. Ez a jelzés csupán a megfogalmazás eredetét és a szerzői jogokat jelzi, nem szolgál a cikkben szereplő információk forrásmegjelöléseként.
- Ez a szócikk részben vagy egészben  az   Aamu című német Wikipédia-szócikk ezen változatának fordításán alapul.  Az eredeti cikk szerkesztőit annak laptörténete sorolja fel. Ez a jelzés csupán a megfogalmazás eredetét és a szerzői jogokat jelzi, nem szolgál a cikkben szereplő információk forrásmegjelöléseként.